# Slijpplaatje

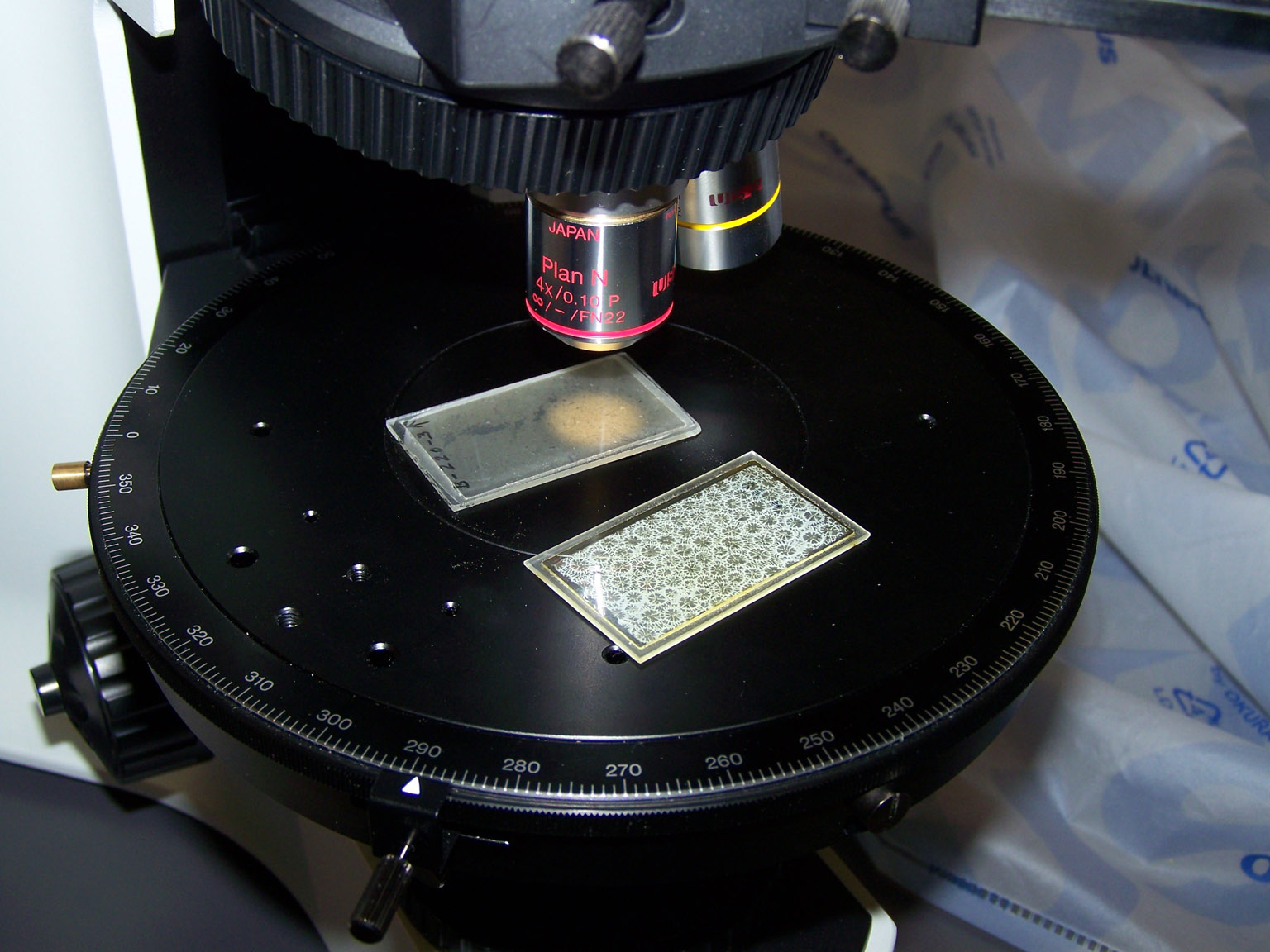
Slijpplaatjes van kalksteen op een draaitafel van een optische microscoop.

Een slijpplaatje of dunne doorsnede is een zeer dun plakje van een gesteente, dat onder de microscoop kan worden bekeken. Als de dikte van het plaatje iets kleiner gemaakt wordt dan de diameter van individuele kristallen in het gesteente, kunnen de kristallen individueel bekeken worden, zodat de betreffende mineralen nauwkeurig gedetermineerd kunnen worden. Meestal worden slijpplaatjes daarom 30 μm dik geslepen. De dikte van het slijpplaatje is belangrijk om de brekingsindex en dubbelbreking van de verschillende mineralen vast te stellen.

## Bewerking
Een slijpplaatje wordt gemaakt door een dunne plak uit een steen te zagen, de doorsnede op een glasplaatje te plakken en vervolgens bij te slijpen tot de gewenste dikte. De afmetingen van het glasplaatje zijn meestal niet groter dan enkele cm. Voor onderzoek naar bepaalde mineralen, zoals veldspaten en het verschil tussen ijzerhoudende en niet-ijzerhoudende calciet en dolomiet, wordt een vorm van harsen toegepast. In het Engels wordt dit staining genoemd. Bij onderzoek naar de porositeit en -in mindere mate- permeabiliteit van (sedimentaire) gesteenten, wordt het gesteente gedrenkt in een blauwe epoxyhars. Wat in een slijpplaatje blauw oplicht, is dan poriënruimte en een aanduiding voor de porositeit van het gesteente.
Er bestaan ook zogenaamde dikke doorsnedes, waarbij de dikte van het plaatje tot enkele mm op kan lopen.